# Pseudanthias luzonensis
Pseudanthias luzonensis là một loài cá biển thuộc chi Pseudanthias trong họ Cá mú. Loài này được mô tả lần đầu tiên vào năm 1983.

## Phân bố và môi trường sống
P. luzonensis có phạm vi phân bố ở Tây Thái Bình Dương. Loài cá này được tìm thấy từ phía nam Nhật Bản và đảo Đài Loan, băng qua các đảo phía đông của quần đảo Mã Lai (ngoại trừ đảo Sumatra, Java và đảo Borneo) ở phía nam đến vùng biển phía tây bắc và đông bắc của Úc; P. luzonensis cũng xuất hiện tại một số quần đảo thuộc Micronesia và Melanesia ở phạm vi phía đông. Chúng sống xung quanh các rạn san hô ở độ sâu khoảng từ 10 đến 60 m.

## Mô tả
P. luzonensis có chiều dài cơ thể lớn nhất được ghi nhận là 14,5 cm; thân thuôn dài. Vây đuôi xẻ thùy, có viền màu xanh ánh kim. Vây hậu môn và vây lưng cũng có viền màu xanh ánh kim. Cá đực lẫn cá mái có màu sắc cơ thể như nhau. Thân màu đỏ cam, chuyển sang màu trắng ở vùng thân dưới và bụng; có nhiều chấm vàng. Có một đường sọc màu vàng cam viền tím kéo dài từ mõm hướng xuống gốc vây ngực. Cá đực khác cá mái ở chỗ, thân có nhiều đường sọc ngang màu vàng; màng bao quanh gai vây lưng thứ 6 đến 9 có đốm màu đỏ tươi.
Số gai ở vây lưng: 10; Số tia vây mềm ở vây lưng: 15 - 17; Số gai ở vây hậu môn: 3; Số tia vây mềm ở vây hậu môn: 7; Số gai ở vây bụng: 1; Số tia vây mềm ở vây bụng: 5; Số tia vây mềm ở vây ngực: 17 - 19; Số vảy đường bên: 44 - 48.